# Държавен социализъм
Държавният социализъм според историята на икономическите учения и политологията е икономическа система с ограничени социалистически черти, характеризираща се с публичен характер на собствеността на големите предприятия и корпорации, и с коригиращи печалбите държавна социална политика в полза на трудещите се. На теоретично ниво държавния социализъм е разглеждан от марксизма като преходен етап към налагането на изцяло социалистическо и комунистическо стопанство, които намерения са харектеризирани по съществото си от пруските социалисти като експроприация прикрита под маската на социален ангажимент, водещ към налагането на системата на държавен капитализъм на обществото. При държавния социализъм, държавата в името и за благото на обществения интерес налага контрол над средствата за производство от държавния апарат, включително чрез държавна собственост или държавно управление на стопанските субекти.
Идеите от 19 век за пруски и държавен социализъм на Луи Блан, Карл Родбертус и Фердинанд Ласал, макар и сходни, се развиват по самостоятелни пътища – първия посредством социалната държава към държава на всеобщото благоденствие, а втория – направо към социалистическа държава, заменена в бившия социалистически лагер след падането на Берлинската стена предимно от либерален англосаксонски икономически модел, което се случва посредством приватизация на държавна и общинска собственост.